# Orientamento scolastico per competenze
L'orientamento scolastico per competenze è il processo educativo che le scuole, prevalentemente secondarie di primo e di secondo grado, attivano, spingendo gli studenti a trovare anche dentro di sé i punti di riferimento per scegliere il percorso successivo, autovalutandosi e riconoscendo i propri interessi, vocazioni, talenti. Coinvolgendoli in esperienze e compiti autentici - ad esempio laboratori centrati sulla soluzione di problemi, ricerche, attività esterne, simulazioni -  i docenti li aiutano a sviluppare le competenze chiave a valenza orientativa indicate nella Risoluzione europea del 2008, che invita a «integrare maggiormente l’orientamento permanente nell’apprendimento permanente»: la competenza "imparare a imparare", le competenze sociali e civiche, interculturali, lo spirito di iniziativa e l'imprenditorialità. Per orientare, le scuole non si limitano quindi alla trasmissione episodica di informazioni - pure necessarie - riguardanti il contesto sociale, economico, culturale e i sistemi formativi nei momenti cruciali dei passaggi, ma portano avanti la loro azione formativa, intrecciata con quella orientativa, con andamento continuo, anche attraverso le discipline, nella prospettiva dell’orientamento permanente.

## Storia

### Esperienze precedenti
L'ambito dell'orientamento si caratterizza per la coesistenza di approcci tradizionali, fondati sull'idea che sia necessario un indirizzamento del giovane dall'esterno, attraverso attività a carattere prevalentemente informativo-trasmissivo, con approcci innovativi, sostenuti da ricerche e documenti internazionali, basati sulla convinzione che le scelte debbano essere personali e operate in modo autonomo e consapevole e per questo sono necessarie metodologie differenti.

#### Orientamento scolastico, universitario e professionale
Tradizionalmente l'orientamento "scolastico” viene distinto dall'orientamento "universitario” e dall'orientamento "professionale” e si riferisce ad attività per lo più episodiche, mirate a presentare agli studenti le opportunità di scelta nei momenti di transizione da un percorso scolastico ad un altro: nella fase di passaggio al secondo ciclo da parte degli alunni che stanno frequentando la scuola secondaria di primo grado; ovvero in vista di un passaggio ad un altro indirizzo di scuola secondaria di secondo grado, o ad un percorso di istruzione e formazione professionale, alternativo al percorso che lo studente sta frequentando. In questi casi si interviene con azioni di ri-orientamento. Sulla base di queste distinzioni riferite alla diversità delle destinazioni - scuola, università e/o mondo del lavoro - l’orientamento “scolastico” riguarda soprattutto le scuole del primo ciclo, mentre l'orientamento universitario e professionale sono collegati prevalentemente al secondo ciclo.
Le tipologie di attività realizzate dalle scuole possono essere diverse, dalle presentazioni in aula, agli incontri con esperti, alla partecipazione ad eventi; diverso è il ruolo che l'istituzione scolastica può assumere nell'orientamento alla scelta.

##### Orientamento scolastico al percorso secondario, in Germania e in Italia
Dalle ricerche internazionali risulta che la scelta sbagliata della scuola secondaria possa incidere pesantemente sugli esiti del percorso scolastico successivo, e possa essere causa di abbandoni precoci, essendo alto il rischio di demotivazione degli studenti messi nella condizione di «compiere scelte premature fra percorsi scolastici diversi in età precoce».
Il sistema di istruzione tedesco, ad esempio, prevede che, a conclusione dei quattro anni di scuola primaria (la Grundschule, uguale per tutti), sia la scuola ad indirizzare gli alunni, all'età di nove anni, verso una delle tre tipologie di scuola media: la Hauptschule-Berufschule, professionalizzante, la Realschule, a carattere tecnico, o il Gymnasium, unico percorso a dare l'accesso all'Università.  È tuttavia possibile, per lo studente e la famiglia, effettuare il passaggio ad un'altra tipologia di scuola, ma solo a seguito del superamento di un apposito test. L'eventuale riorientamento, a cura di esperti, avviene nell'arco del primo biennio di orientamento, presente nei tre indirizzi.
In Italia il momento della scelta è spostata in avanti, quando gli studenti hanno tredici-quattordici anni, nella fase conclusiva del primo ciclo. Le scuole secondarie di primo grado consegnano alla famiglia e a ciascun allievo un documento, riportante un motivato «consiglio orientativo» elaborato dal Consiglio di classe: diversamente da quanto accade in Germania, il «parere» non è tuttavia «vincolante». Tale strumento, previsto da un norma del 1966, pur non essendo riproposto dalle norme della riforma dei primi anni Duemila e nonostante le critiche, continua ad essere indicato nelle note del Ministero e utilizzato dalle scuole come evidenza degli interessi, delle attitudini e dell’impegno dell'allievo rilevati dai docenti. Nel caso di errori nella scelta, «il trasferimento di iscrizione» ad un altro percorso è possibile senza sostenere alcuna prova nel primo trimestre del primo anno del secondo ciclo, mentre successivamente, nel caso di passaggio, sono necessari esami integrativi.
Queste differenti modalità adottate dai due Paesi non sembrano comportare, nel 2021, rilevanti differenze relative al tasso di abbandoni scolastici precoci dei diciotto-ventiquattrenni: la percentuale italiana è pari al 12,7% (con un progressivo, significativo calo dal 2012, quando il tasso era del 17,3%), a fronte della percentuale tedesca pari all'11,8%, salita di più di un punto rispetto al 2012 (10,5%).

#### Il cambiamento di paradigma: l'integrazione dell'orientamento nei programmi scolastici (2008)
Considerazioni relative ai problemi legati alla globalizzazione, alla mobilità, al moltiplicarsi delle transizioni nel mercato del lavoro, alla disoccupazione, alle sfide dell'inclusione e delle pari opportunità spingono l'Europa ad approfondire tali questioni, individuando nell'orientamento, non più inteso come serie episodica di interventi svolti da vari soggetti senza un coordinamento, ma come attitudine da sviluppare lungo tutto l'arco della vita, una chiave per fronteggiarle.
Nel 2008 la Risoluzione del Consiglio e dei rappresentanti dei governi degli Stati membri, riuniti in sede di Consiglio, del 21 novembre 2008 - "Integrare maggiormente l'orientamento permanente nelle strategie di apprendimento permanente" invita gli Stati membri ad effettuare interventi, tra i quali l'introduzione «nei programmi di istruzione generale, professionale e superiore [di] attività di apprendimento e insegnamento finalizzate allo sviluppo dell'attitudine all'orientamento», affidando quindi esplicitamente alle scuole tale compito.
Lo sviluppo delle capacità orientative nel sistema dell'istruzione e della formazione è favorito dalla continuità delle azioni, soprattutto nelle scuole secondarie di primo e di secondo grado, ma anche nell'istruzione terziaria. La funzione della scuola è complementare agli interventi dei servizi di orientamento rivolti a singoli individui con bisogni specifici.
(MIUR - INDIRE – Unità italiana di Eurydice, La lotta all’abbandono precoce
dei percorsi di istruzione e formazione in Europa. cit., p. 109.)
In quest'ottica quindi viene superata l'episodicità e la straordinarietà dell'intervento orientativo, mirando al successo formativo, che si esplica in un processo globale di crescita della persona, durante tutto l'arco della vita ed è presente sin dalla scuola dell'infanzia.

##### L'integrazione dell'orientamento nei programmi scolastici, in Europa
Rispondendo all’invito della Risoluzione europea del 2008, i Paesi europei hanno inserito l'orientamento nell'offerta curricolare comune, soprattutto delle scuole secondarie, offrendo in tal modo a tutti i frequentanti strumenti che li rendano capaci di scegliere il proprio percorso formativo e la propria vita professionale, sviluppando l’attitudine ad orientarsi. Ad esempio, i curricola della Repubblica ceca, della Grecia, della Lettonia e della Norvegia fanno riferimento in particolare allo sviluppo dell'autoconsapevolezza; in Belgio e nel Regno Unito, oltre che alle competenze personali, si mira allo sviluppo di competenze relative all’informazione (imparare ad imparare).
Alcuni Paesi hanno introdotto l'orientamento come materia a sé, altri l'hanno inserito in altre materie: scienze sociali (ad esempio in Repubblica ceca, Lettonia, Malta e Islanda), economia domestica e tecnologie (ad esempio in Bulgaria, Lettonia e Malta), imprenditorialità (ad esempio in Bulgaria) ed educazione civica (ad esempio nella Repubblica ceca), sviluppo personale e sociale (ad esempio a Malta), stile di vita e capacità pratiche (ad esempio in Ungheria).
In altri Paesi l'orientamento rappresenta un tema trasversale comune agli insegnamenti, in maggior parte presente nei tre livelli di istruzione: ad esempio nella Comunità tedesca e nella Comunità fiamminga del Belgio, in Estonia, in Spagna, in Italia, in Ungheria, in Slovenia, in Slovacchia e nel Regno Unito (Scozia). In altri tre paesi (Austria, Finlandia e Islanda) è presente in uno o due livelli di istruzione.

##### L'integrazione dell'orientamento nell'attività scolastica, in Italia
In Italia già nella normativa del XX secolo si fa riferimento alla dimensione orientativa dell'apprendimento; nella Direttiva sull'orientamento delle studentesse e degli studenti del 1997, n. 487, all'art. 1, si prevede la realizzazione di attività di orientamento trasversali all'intero percorso formativo:
Nello stesso anno un implicito riconoscimento della connessione apprendimento-orientamento si trova nella L. 59/1997 (art. 21, comma 5), mentre nelle successive norme attuative, come ad esempio nel D.P.R. 275/1999, art. 4, comma 4, nella legge di riforma, L. 53/2003, art. 1, comma 3, i) e nel D.Lgs. 76/2005 sul diritto-dovere di istruzione e formazione, artt. 2, 3, 4, l'orientamento viene legato soprattutto agli interventi contro la dispersione scolastica.
Nel 2008, il D.Lgs. 21, sull'orientamento all'istruzione terziaria, e il D.Lgs. 22, sull'orientamento professionale, indicano alle scuole secondarie di secondo grado le azioni da realizzare - soprattutto in fase di transizione - quali interventi di informazione, attività laboratoriali, la promozione della conoscenza di sé, con specifici «percorsi di orientamento e di autovalutazione delle competenze», inseriti nel Piano dell'offerta formativa e nel Piano annuale delle attività di formazione in servizio.

#### Il cambiamento di paradigma: le competenze chiave nell'orientamento scolastico (2006-2018)
Sin dal 1970 si era posto al centro dell'orientamento la persona, non soggetto passivo da indirizzare, ma soggetto attivo in grado di assumere decisioni in modo autonomo e responsabile. L'attenzione prioritaria allo sviluppo personale dei cittadini europei, ai quali garantire la mobilità e la possibilità formarsi per tutta la vita, è richiamata nel 1995, dal Libro Bianco Insegnare e apprendere - verso la società conoscitiva:
L'attrezzatura grazie alla quale la persona che deve scegliere sia in grado di orientarsi non può essere limitata all'aspetto informativo esterno, seppure necessario, ma deve essere arricchita da risorse interne, individuate nelle competenze, complesso di conoscenze e abilità, con una «disposizione» ad «agire o reagire a idee, persone o situazioni», ovvero gli «atteggiamenti»; questi ultimi sono indicati come «autonomia e responsabilità» nel Quadro Europeo delle Qualifiche del 2017. Nel concetto di competenza rientra la dimensione - fondamentale - della conoscenza: ciò significa che porre l'accento sulle competenze come risultati di apprendimento non implica la sottovalutazione dell'aspetto informativo, nemmeno per l'orientamento.
«Nell’economia della conoscenza» - si osserva nella Raccomandazione del Consiglio del 22 maggio 2018 - «la memorizzazione di fatti e procedure è importante, ma non sufficiente per conseguire progressi e successi»: è pertanto necessario lo sviluppo di apprendimenti che «consentono di sfruttare in tempo reale ciò che si è appreso, al fine di sviluppare nuove idee, nuove teorie, nuovi prodotti e nuove conoscenze».
Già la Risoluzione [...] del 21 novembre 2008 - "Integrare maggiormente l'orientamento permanente nelle strategie di apprendimento permanente", facendo riferimento alla Raccomandazione [...] del 18 dicembre 2006 relativa a competenze chiave per l'apprendimento permanente, aveva individuato le specifiche competenze chiave su cui poggia, in particolare, l'attitudine ad orientarsi: la competenza «imparare a imparare», le competenze sociali e civiche - incluse le competenze interculturali - nonché lo spirito di iniziativa e l'imprenditorialità.

##### Le competenze chiave per l'apprendimento permanente con valenza orientante
Riprendendo le indicazioni della Risoluzione del 2008, la Raccomandazione sulle competenze chiave del 2018, tra le otto identificate, di cui sottolinea la reciproca permeabilità, individua, in particolare, la dimensione orientativa nelle seguenti competenze: personali e sociali e capacità di imparare a imparare, declinate nella «capacità di gestire la propria vita in modo attento alla salute e orientato al futuro»; matematica e in scienze, tecnologie e ingegneria, per favorire la scelta di carriere STEM da parte delle donne; in materia di cittadinanza, attraverso le quali si consolida la consapevolezza dei valori comuni; imprenditoriale, attraverso il cui sviluppo si promuovono e rafforzano «spirito d’iniziativa e autoconsapevolezza, proattività, lungimiranza, coraggio e perseveranza nel raggiungimento degli obiettivi».
Dai primi anni del XXI secolo questa linea si concretizza nelle riforme scolastiche di una pluralità di Paesi europei, tra cui l'Italia, dove la descrizione dei contenuti informativi dei programmi disciplinari viene sostituita dalla descrizione dei profili attraverso i risultati di apprendimento che si prevede siano riconosciuti, condivisi e quindi conseguiti dagli studenti, in termini di competenze, specifiche e trasversali.
Nella sua valenza formativa, l'orientamento è intrinsecamente connesso all'apprendimento e alla sua qualità: l'efficacia delle azioni orientative si misura anche con l'innalzamento dei livelli di istruzione e formazione e la riduzione della dispersione scolastica.

##### Competenze chiave orientative nei curricola dell' Estonia e della Scozia
In generale, le competenze chiave sono proposte come «necessarie per l’occupabilità, la realizzazione personale e la salute, la cittadinanza attiva e responsabile e l’inclusione sociale».
In tale ottica, ad esempio, l'«apprendimento permanente e pianificazione della carriera», tematica trasversale che caratterizza i curricoli nazionali del 2011 in Estonia, mira «a modellare la capacità degli studenti di trovare prontamente il loro impiego ottimale nel mercato del lavoro, prendere decisioni autonome, ricoprire diversi ruoli nella vita e prendere parte all’apprendimento permanente».
Nel Curricolo per l’eccellenza della Scozia sono indicate come competenze essenziali per l’apprendimento le capacità di «pianificazione dell’apprendimento individuale e gestione della carriera, la vita e il lavoro». Questo documento specifica che «le capacità di gestione della carriera dovrebbero essere inserite nel più ampio approccio delle istituzioni all’apprendimento, allo sviluppo personale e allo sviluppo delle competenze».

##### Orientamento scolastico per competenze in Italia
Le norme nazionali risentono dell'evoluzione del concetto di orientamento inteso come processo continuo e della sua integrazione nel percorso di apprendimento per competenze. Un punto di riferimento importante è rappresentato dal Piano Nazionale di Orientamento proposto dal Ministero dell'Istruzione nella circolare 43/2009, con le relative Linee guida in materia di orientamento lungo tutto l’arco della vita, seguite nel 2014 dalle Linee guida nazionali per l'orientamento permanente.
Per quanto riguarda la scuola del primo ciclo, le Indicazioni Nazionali del 2012 evidenziano la «funzione orientativa in quanto preparazione alle scelte decisive della vita» (p. 24) e, nella descrizione del profilo in termini «lcompetenze riferite alle discipline di insegnamento e al pieno esercizio della cittadinanza»,  fanno esplicito riferimento, in nota, alle otto competenze chiave per l'apprendimento permanente (pp. 10-11). La connessione tra competenze e orientamento è evidenziata nel documento ministeriale del 2018, in cui si riportano le Linee Guida per la certificazione delle competenze del primo ciclo:
Per quanto riguarda le scuole secondarie di secondo grado, le competenze chiave, trasversali, definite «ldi cittadinanza» sono sviluppate nel primo biennio dell'obbligo; competenze trasversali sono presenti nei profili di studio degli indirizzi come risultati di apprendimento. Per quanto riguarda il secondo biennio e il quinto anno, in tutti i percorsi è prevista l'attuazione dei percorsi per le competenze trasversali e per l'orientamento (PCTO), esperienze di apprendimento e orientamento curricolari, indicate nella programmazione disciplinare dei docenti, per i quali le Linee guida nazionali per l'orientamento costituiscono un punto di riferimento. La loro integrazione nel curricolo diventa oggetto del colloquio anche all'esame di stato, in cui si chiede allo studente di «correlare al percorso di studi seguito e al PECUP»" le «esperienze svolte nell’ambito dei PCTO» e di sviluppare «una riflessione in un'ottica orientativa sulla significatività e sulla ricaduta di tali attività sulle opportunità di studio e/o di lavoro post-diploma».

## Funzionamento

### Risultati di orientamento dello studente
Con l'aggettivo "scolastico", nel senso di "curricolare", si situa il processo di orientamento all'interno del contesto educativo della scuola, il quale assolve a due funzioni: una implicita, legata alla propria finalità istituzionale che si pone di portare lo studente alla maturazione di competenze orientative di base attraverso una didattica orientativa, e una esplicita, che prevede azioni concrete, didattiche e formative, di orientamento e di ri-orientamento, finalizzate ad arricchire l'esperienza scolastica. L'obiettivo è il successo formativo e la realizzazione personale e professionale della persona, indirettamente contrastando la dispersione scolastica.
Lo sviluppo dell'apprendimento attraverso le competenze chiave si integra con l'attitudine all'orientamento quando si attiva un processo interno di mobilitazione da cui emergono le competenze: lo studente si pone domande, acquisisce conoscenze, riflette sull'esperienza e sui propri apprendimenti, si autovaluta, sviluppa consapevolezza, assume responsabilità, in tal modo orientandosi. Per sviluppare competenze, le scelte metodologiche degli insegnanti si caratterizzano per la progettazione di compiti autentici, di realtà, collegati alle discipline, mirati: la didattica deve cioè favorire risultati di apprendimento non limitati alla riproduzione di contenuti, ma di livello più elevato, per consentire alle persone di continuare ad apprendere e ad orientarsi, potenziando l'insieme di risorse, caratteristiche, abilità, atteggiamenti e motivazioni che permettono loro di affrontare consapevolmente l'esperienza formativa, e di leggere e fronteggiare la complessità del mondo odierno.

#### Un esempio dalla Scozia. Evidenze dello sviluppo di una competenza orientativa dal punto di vista dello studente
Dal Curriculum for excellence della Scozia, del 2009, viene proposto un quadro di evidenze, esemplificativo della progressiva acquisizione della padronanza della capacità orientativa di «pianificazione dell’apprendimento individuale e gestione della carriera, della vita e del lavoro», riconducibile alla competenza «personale, sociale e competenza di imparare ad imparare»:
| 1 | 2 | 3 | 4 | 5 |
| --- | --- | --- | --- | --- |
| Nell'attività quotidiana di gioco, io esploro e faccio delle scelte per sviluppare il mio apprendimento e i miei interessi. Sono incoraggiato ad usare e condividere le mie esperienze. | Attraverso la partecipazione a una varietà di eventi e attività, sto imparando a riconoscere le mie competenze e abilità così come quelle di altri. | L’opportunità di eseguire diverse attività e differenti ruoli in una varietà di situazioni mi ha permesso di identificare i miei risultati, competenze e aree di sviluppo. Questo mi aiuterà a prepararmi per la fase successiva nella mia vita e nel mio apprendimento. | Sto sviluppando le abilità e caratteristiche di cui avrò bisogno per il mio apprendimento, per la mia vita e per il mio lavoro. Sto acquisendo consapevolezza della rilevanza del mio attuale apprendimento per le future opportunità. Questo mi sta aiutando a compiere scelte informate scelte sulla mia vita e sul mio apprendimento. | Sulla base dei miei interessi, abilità, punti di forza e preferenze, io sono supportato a compiere adatto, scelte informate e realistiche, a impostare obiettivi gestibili e pianificare le mie ulteriori transizioni. |

### Azioni per lo sviluppo di competenze orientative in Italia
Le competenze necessarie, che si sviluppano sin dall'inizio della scuola, per gestire una «carriera di vita» - si afferma nella pubblicazione Cedefop del 2004, Guidance policies in the knowledge society -Trends, challenges and responses across Europe
Per sviluppare le competenze e la capacità di orientarsi, le scuole realizzano azioni con un diverso grado di specificità, quali:
- attività didattiche mirate alla conoscenza della realtà, evidenziando i diversi approcci disciplinari[46], per una maggiore consapevolezza degli apprendimenti;
- esperienze di apprendimento esterne all'istituzione scolastica[47] (ad esempio, in Italia: Percorsi per le competenze trasversali e per l'orientamento; Apprendistato di primo livello, Esperienze esterne di stage e tirocinio (extracurricolari) per le scuole secondarie di secondo grado e IeFP);
- visite guidate, con l'esame delle opportunità offerte dal contesto[48];
- laboratori sulla conoscenza di sé e del contesto di vita;
- attività di informazione[49];
- l'analisi delle proprie risorse, attraverso attività mirate a favorire l'autovalutazione da parte dello studente, con la predisposizione e la gestione di portfolio e diario di bordo e accertamenti di interessi, motivazioni e capacità[50].

Lo sviluppo delle competenze consente allo studente di effettuare previsioni dello sviluppo della propria esperienza, l'assunzione di decisioni rispetto ai traguardi individuati, la progettazione del proprio sviluppo personale, monitorando e valutando le scelte operate.

#### Indicatori della qualità dell'orientamento in Italia
L'efficacia delle azioni orientative si misura anche guardando all'innalzamento dei livelli di istruzione e formazione e alla riduzione della dispersione scolastica. Per quanto riguarda gli abbandoni precoci rilevati tra i giovani dai diciotto ai ventiquattro anni, si osserva in Italia una costante riduzione dal 2012 , con una percentuale del sul 12,7% nel 2021. Nel contempo va considerato anche il dato degli esiti medi riportati dagli studenti italiani nelle prove internazionali relative all'accertamento sulle competenze chiave. Nelle prove OCSE PISA del 2018 i punteggi medi degli studenti quindicenni italiani sono di 476 punti rispetto alla media internazionale di 487 punti nella lettura; di 487 punti rispetto alla media internazionale di 489 in matematica; di 468 punti rispetto alla media internazionale di 489 in scienze.
In Italia nella Guida INVALSI del 2017 al Rapporto di autovalutazione (RAV) le scuole misurano l'efficacia delle azioni di orientamento sulla base di una check-list, contenente un elenco delle attività relative all'ambito della «continuità» e dell'«orientamento»:
- Attivazione di percorsi di orientamento per la comprensione di sé e delle proprie inclinazioni
- Collaborazione con soggetti esterni (consulenti, psicologi, ecc.) per le attività di orientamento
- Utilizzo di strumenti per l'orientamento (es. test attitudinali)
- Presentazione a alunni/studenti dei diversi indirizzi di scuola secondaria di II grado/corsi di studi universitari e post diploma
- Monitoraggio di alunni/studenti dopo l'uscita dalla scuola (es. rilevazione degli esiti al termine del primo anno)
- Organizzazione di incontri individuali di alunni/studenti con i docenti referenti per l'orientamento per ricevere supporto nelle scelte del percorso da seguire
- Predisposizione di un modulo articolato per il consiglio orientativo da consegnare agli alunni (solo per le scuole del I ciclo)
- Organizzazione di attività di orientamento al territorio e alle realtà produttive e professionali (solo per le scuole del II ciclo)
- Visita della scuola da parte di alunni/studenti in ingresso
- Attività educative di alunni/studenti con docenti di segmento/ordine di scuola diverso
- Attività educative comuni tra alunni/studenti di segmento/ordine di scuola diverso

Nella lista sono comprese azioni organizzative, quali incontri tra docenti per scambio di informazioni utili alla formazione delle classi, ma anche relative alla programmazione didattica, con la definizione delle competenze in uscita e in entrata di alunni/studenti.

#### La scuola nel sistema dell'orientamento
Le azioni di orientamento della scuola saranno più efficaci se integrate con altri servizi e attività realizzate in altri ambiti da soggetti responsabili: il «coordinamento e la cooperazione dei vari soggetti a livello nazionale, regionale e locale» rappresenta un obiettivo verso il quale gli Stati membri sono indirizzati dalla Risoluzione europea del 2008, "Integrare maggiormente l'orientamento permanente nelle strategie di apprendimento permanente". Rappresentano elementi chiave per il conseguimento di questo obiettivo lil riferimento ad un sistema nazionale di orientamento, il coinvolgimento dei genitori, la partecipazione a reti, la collaborazione costante e sistematica tra scuola, università, centri di formazione, mondo del lavoro e delle professioni, enti del territorio.
In Europa si riscontra una diffusa tendenza della scuola a coinvolgere nell'orientamento partner esterni: spesso sono coinvolti datori di lavoro e rappresentanti delle loro organizzazioni, meno spesso i sindacati. Attraverso incontri in presenza, seminari e altre attività - curriculari ed extracurriculari -, tra cui esperienze lavorative, ovvero attraverso materiali accessibili, gli stakeholder esterni forniscono informazioni su diversi aspetti del mondo del lavoro. Le fiere nella gran parte nei paesi d'Europa sono una manifestazione che dà visibilità ai partenariati e all'orientamento nella comunità.
Altri interventi sono effettuati dalla comunità, inclusi genitori, ex alunni e membri di organizzazioni non governative e altre organizzazioni alle quali può essere chiesto di parlare delle proprie esperienze lavorative, nonché di concentrarsi su aspetti specifici di cui hanno conoscenza nel mondo del lavoro. 
Alcuni paesi hanno costituito partenariati stabili (ad es. Austria, Belgio francofono, Finlandia, Irlanda, Lettonia, Lituania, Lussemburgo, Regno Unito). In molti altri, invece, il coinvolgimento di partner esterni è sporadica e dipende dalle iniziative personali di individui, piuttosto che dipendere da un sistema istituzionalizzato di coordinamento, attuazione e definizione delle politiche dell'orientamento.
In Italia i comuni e le province sono esplicitamente individuati come responsabili in quest'ambito già dalle norme sul decentramento amministrativo e una «rete per lo sviluppo di un sistema nazionale di orientamento» rappresenta la «strategia organizzativa ed operativa» prevista dalle Linee guida del Ministero dell'Istruzione in materia di orientamento lungo tutto l’arco della vita del 2009, mentre la L. 107/2015, art. 1. comma 7, s) prevede tra gli obiettivi prioritari delle scuole la «definizione di un sistema di orientamento». 
Nel D.Lgs. 21/2008, sull'orientamento universitario, si stabilisce che le scuole del secondo ciclo, «anche tenendo conto dei piani di orientamento predisposti dalle province», debbano garantire il «raccordo» con le università o i loro consorzi e con le istituzioni AFAM; il raccordo tra scuola e mondo delle professioni e del lavoro e un organico collegamento con gli enti territoriali, sono definiti «indispensabili strumenti per contribuire alla costruzione di percorsi personalizzati» nel D.Lgs. 22/2008 sull'orientamento professionale, anche a supporto dell'attuazione dei PCTO.

#### La figura del docente
Sia nella Risoluzione del 2008, sia nella Raccomandazione del 2018, emerge la consapevolezza che in un sistema di orientamento, inteso come processo integrato con l'apprendimento curricolare, anche gli insegnanti che non ricoprono specifiche funzioni sono direttamente coinvolti, e per questo debbono essere formati e poter disporre di buone pratiche.
Nel 2020, dalle Conclusioni del Consiglio sui docenti e i formatori europei del futuro emerge la consapevolezza della «responsabilità» dei docenti nel «facilitare l’acquisizione da parte dei discenti di competenze chiave e di capacità professionali» sia in vista dei futuri lavori, sia «per incentivare la loro responsabilità sociale [...] nonché per sostenere la loro crescita personale e il loro benessere». Nella consapevolezza dell'influenza che le loro competenze professionali e il loro atteggiamento verso il loro lavoro possono esercitare «sui progressi e sul benessere dei discenti», si evidenzia il loro ruolo nel «motivare l’impegno e la responsabilità dei discenti per il loro apprendimento permanente, stimolandone l’interesse e incoraggiando la curiosità e la creatività», rappresentando essi «modelli di riferimento per l’apprendimento lungo tutto l’arco della vita». Una delle sfide descritte nel documento riguarda le scelte metodologico-didattiche: essa riguarda la facilitazione del processo di apprendimento e «la creazione condivisa di metodi di apprendimento e insegnamento, facendo in modo al tempo stesso che tali pratiche siano inclusive, socialmente giuste ed eque», attraverso l'adozione di «vari metodi e pratiche di insegnamento» - integrati con approcci innovativi e digitali - basati sulla ricerca, con particolare attenzione alla personalizzazione e allo sviluppo di competenze.
In Italia, le Linee Guida per l'orientamento del 2009 prevedono che gli strumenti di cui deve disporre ciascun docente siano la didattica orientativa, per lo sviluppo delle competenze orientative di base e per l'educazione all’auto-orientamento, e la funzione tutoriale, relativa all'accompagnamento personalizzato e nel monitoraggio dei percorsi formativi. Si indicano quindi i requisiti del docente: dalle specifiche competenze orientative, per «gestire con consapevolezza ed efficacia la propria esperienza formativa e lavorativa, superando positivamente i momenti di snodo», alla capacità di cogliere la domanda di orientamento anche inespressa, di rafforzare le capacità di scelta, di decisione e di autovalutazione della persona, affinché diventi capace di auto-orientarsi all’interno del sistema formativo e del mondo del lavoro, organizzare attività efficaci e coerenti con la domanda, essere sensibile ai differenti aspetti emotivi.